# Jonathan Franzen
Jonathan Franzen (Chicago, Estats Units - 17 d'agost de 1959) és un escriptor nord-americà, que va saltar a la fama el 2001 amb la seva novel·la Les correccions, guanyadora del National Book Award i que ha venut 2,8 milions d'exemplars al món (dades de 2010).

## Biografia
Franzen, encara que nascut a Chicago, Illinois, va créixer a Webster Groves, un barri de Sant Luis, Missouri. Va estudiar al Swarthmore College, una coneguda institució educativa fundada el 1864 pels quàquers que queda a uns 18 quilòmetres al sud-oest de Filadèlfia. També va estudiar a Alemanyagràcies a una beca Fulbright i parla amb fluïdesa l'alemany. Actualment viu al Upper East Side de Manhattan, Nova York i escriu per a la revista The New Yorker.
Ciutat vint-i-set, la seva primera novel·la, va aparèixer el 1988 i va tenir bona crítica. Quatre anys més tard va publicar Strong movement, sobre una família disfuncional.
La fama li va arribar 9 anys després: el 2001, quan va publicar Les correccions. Nou anys més tard va publicar la quarta novel·la, Llibertat, qualificada d'«obra mestra» pel Sunday Book Review del New York Times.

## Obres

### Novel·la
- Ciutat vint-i-set (The Twenty-Seventh City, 1988), trad. d'Alexandre Gombau Arnau, Columna, 2003.
- Strong Motion, 1992.
- Les correccions (The Corrections, 2001), trad. d'Alexandre Gombau Arnau, Columna, 2002.
- Llibertat (Freedom, 2010), trad. de Josefina Caball, Columna, 2011.
- Puresa (Purity, 2015), trad. de Ferran Ràfols. Empúries, 2015.
- Cruïlles (Crossroads, 2021), trad. de Mireia Alegre i Anna Llisterri. Empúries, 2021.

### Assajos
- How to Be Alone, 2002
- The Comfort Zone, 2004.
- The Discomfort Zone, 2006.
- Més enllà (Farther Away, 2012), trad. de Marina Espasa, Columna, 2012.
- The end of the end of the earth, 2019.